# ELODIE
ELODIE — ешелевський спектрограф, який працював на 1,93-метровому телескопі в Обсерваторії Верхнього Провансу на південному сході Франції. Його оптичні прилади були розроблені Андре Баранном з Марсельської обсерваторії. Призначенням приладу було виявлення екзопланет за допомогою методу радіальних швидкостей.
Перше світло ELODIE було отримане в 1993 році. Прилад було виведено з експлуатації в серпні 2006 року та замінено у вересні 2006 року на SOPHIE, новий прилад того ж типу, але з покращеними функціями.

## Характеристики
Прилад міг спостерігати електромагнітний спектр у діапазоні довжин хвиль від 389,5 нм до 681,5 нм. Прилад знаходився в кімнаті з контрольованою температурою і отримував світло з кассегренівського фокусу телескопа за допомогою оптичних волокон. Система обробки даних дозволяла одразу після отримання спектра вимірювати радіальні швидкості з точністю до ±7 м/с.
За допомогою ELODIE було отримано понад 34 000 спектрів, понад 20 000 з яких є загальнодоступними через спеціальний онлайн-архів. Інструмент став результатом співпраці між обсерваторіями Верхнього Провансу, Женеви та Марселя.

## Відкриті планети
Перша позасонячна планета, яка обертається навколо сонцеподібної зорі, 51 Pegasi b, була відкрита в 1995 році за допомогою ELODIE. Мішель Майор і Дідьє Кело отримали за це відкриття Нобелівську премію з фізики 2019 року. За допомогою ELODIE було знайдено понад двадцять таких планет.
Прилад також використовувався для пошуку планети транзитним методом.
| Планета        | Оголошено в | посилання |
| -------------- | ----------- | --------- |
| 51 Pegasi b    | 1995 рік    | [ 5 ]     |
| Глізе 876 b    | 1998 рік    | [ 8 ]     |
| 14 Геркулеса b | 1998 рік    | [ 9 ]     |
| HD 209458 b    | 1999 рік    | [ 7 ]     |